# 大原温泉
大原温泉（おおはらおんせん）は、京都府京都市左京区大原にある温泉。2004年（平成16年）7月28日に開湯した。京都駅からバスで北に約１時間、三千院や寂光院が近い。泉質は敏感肌の人にもやさしい弱アルカリ性。

## 泉質
- 単純温泉（低張性弱アルカリ性低温泉）[1]
- 無色・透明
- 泉温は湧出口で27.9℃

## 温泉街
温泉街は無い。三千院付近に料理旅館が1軒、寂光院付近に民宿が2軒ある。

## 歴史
掘削期間は、2003年（平成15年）4月4日から2004年（平成16年） 3月17日まで349日間。2004年（平成16年）7月28日に開湯した。1175mの深さから毎分約120リットル（日量173トン）の湯量が湧出し、泉温は湧出口で27.9℃。掘削に協力した3軒の宿が内湯方式で引湯している。

## アクセス
- 電車・バス
  - JR京都駅から京都バス17・18系統大原行きで1時間、終点大原バス停下車、徒歩約15分
- 自動車
  - 府道108号で寂光院付近、国道367号で三千院付近